# 哈里斯希爾 (紐約州)
哈里斯希爾（英語：Harris Hill）是位於美國紐約州伊利縣的普查規定居民點。

## 人口
根據2020年美國人口普查的數據，哈里斯希爾的面積為10.46平方千米，皆為陸地。當地共有人口5839人，而人口密度為每平方千米558.22人。